# Belén Fútbol Club
El Belén Fútbol Club fou un club costa-riqueny de futbol de la ciutat de Belén.
El club va ser fundat el 13 de juny de 1979 amb el nom Asociación Deportiva Belén. L'any 2011 adoptà el nom Belén Fútbol Club. L'abril de 2017 es traslladà a Guadalupe, suburbi de San José, naixent el club Guadalupe FC. Històricament ha rebut les denominacions Belén-Calle Flores CD Belén Siglo XXI o  Belén Bridgestone FC.